# Pygora albomaculata
Pygora albomaculata är en skalbaggsart som beskrevs av Ernst Gustav Kraatz 1893. Pygora albomaculata ingår i släktet Pygora och familjen Cetoniidae. Inga underarter finns listade i Catalogue of Life.